# Царицата на супата
„Царицата на супата“ (на английски: The Ramel Girl) е романтична трагикомедия от 2008 г. с участието на Британи Мърфи, която е копродуцент на филма.